# Atrocity
Atrocity este o formație de death metal din Ludwigsburg, Germania.
Solistul Atrocity, Alex Krull, este soțul cunoscutei Liv Kristine (Liv Kristine Espenæs Krull), fosta vocalistă a trupei Theatre Of Tragedy, actualmente la Leaves' Eyes. De altfel, componența actuală a Atrocity este identică cu cea a Leaves' Eyes.

## Istorie
Trupa a fost înființată în 1985 și a înregistrat primul demo, "Instigators", în 1988. În același an a apărut E.P.-ul "Blue Blood" la casa de discuri Nuclear Blast. În prezent, acest E.P. este o raritate pentru colecționari.
Albumul de debut, "Hallucinations", a fost lansat în 1990.
Următorul disc, "Todessehnsucht", este imprimat în 1992 la casa de discuri Roadrunner Records. 
În 1994 Atrocity schimbă din nou casa de discuri și editează "Blut" la Massacre Records. Tema vampirilor este firul roșu al acestui album, introducând ascultătorul în atmosfera misterioasă și întunecată din Transilvania.
În 1995 trupa se întrece pe sine și înregistrează două albume, "Calling The Rain" și "Die Liebe", acesta din urmă fiind rezultatul unei colaborări fructuoase cu legenda scenei gotice germane Das Ich.
Anul 1996 aduce un nou disc, "Willenskraft", două noi E.P.-uri, "The Definition of Kraft & Wille" și "The Hunt", precum și un video box, intitulat "Kraft & Wille".
Din 1997, odată cu "Werk 80", trupa își schimbă stilul muzical, decizând să transforme hiturile pop ale anilor '80 în piese Atrocity. Câteva exemple: "Wild Boys" (Duran Duran), "Shout" (Tears For Fears) sau "Der Mussolini" (Deutsch Amerikanische Freundschaft).
Albumul din 1999, "Non Plus Ultra", este prima colecție de hituri a formației.
A urmat "Gemini", apărut în 2000 la casa de discuri Motor/Universal, album care continuă stilul cu influențe electronice introdus de "Werk 80".
După semnarea unui contract de distribuție internațională cu Napalm Records, Atrocity înregistrează spectaculosul "Atlantis". Albumul a apărut în 2004 iar conceptul lui "este foarte diversificat și atmosferic", conform solistului vocal Alex Krull.
Albumul conține piese de rezistență ca "Atlantis", "Reich of Phenomena", "Superior Race", "Enigma" și mai ales "Cold Black Days". După apariția albumului trupa pornește într-un turneu mondial în urma căruia se pregătește lansarea primului DVD.
Trupa revine în 2008 cu un dublu album, intitulat "Werk 80 II", pe care se găsesc cover-uri după cele mai celebre piese pop ale anilor '80. "People Are People" (Depeche Mode), "[Smalltown Boy]]" (Pet Shop Boys), "Don’t You Forget About Me" (Simple Minds) sau "Relax" (Frankie Goes to Hollywood) sunt doar câteva exemple.

## Conexiuni externe
- en  http://www.atrocity.de/ - pagina oficială
- en  http://www.myspace.com/atrocitypage - pagina oficială MySpace
- en  http://metal-archives.com/ - Encyclopaedia Metallum